# Shared Custody
Shared Custody (Originaltitel: Custodia repartida) ist eine spanische Miniserie, die von Juanjo Moscardó und María Mínguez geschaffen wurde. In Spanien fand die Premiere der Miniserie am 24. Januar 2025 als Original durch Disney+ via Star statt. Im deutschsprachigen Raum erfolgte die Erstveröffentlichung der Miniserie am selben Tag durch Disney+ via Star.

## Handlung
Cris und Diego haben sich kürzlich einvernehmlich getrennt. Im Sinne ihrer 5-jährigen Tochter Cloe haben sie als verantwortungsbewusste Erwachsene beschlossen, künftig ein freundschaftliches Verhältnis miteinander zu pflegen. Sie stehen jedoch beide vor einem großen Problem: Keiner von ihnen ist in der Lage, Finanzen und Familie allein unter einen Hut zu bringen. Cris ist beruflich sehr eingespannt und Diego hat kein regelmäßiges Einkommen, weshalb sie beide zu einer drastischen Lösung greifen: Cris und Diego ziehen beide wieder zu ihren Eltern. Diese wiederum sind überglücklich, dass ihre Kinder wieder Teil ihres Lebens sind und freuen sich besonders, dass sie nun mehr Zeit mit ihrer Enkelin verbringen können. Doch bei zwei Mehrgenerationenhaushalten sind Konflikte vorprogrammiert, und schon bald sehen sich Cris und Diego mit allerlei Problemen konfrontiert. Mit der Zeit stellen sie fest, dass es in ihrer Beziehung noch einige unbeantwortete Fragen gibt und sie sich auch damit auseinandersetzen müssen, wie sie die Zukunft mit ihrer Tochter gestalten wollen. 

## Besetzung und Synchronisation
Die deutschsprachige Synchronisation entstand nach den Dialogbüchern sowie unter der Dialogregie von Martin Pfingstl und Gerald Schuster durch die Synchronfirma digital images in Halle (Saale).
| Rolle   | Schauspieler        | Synchronsprecher         |
| ------- | ------------------- | ------------------------ |
| Cris    | Lorena López        | Elena Maria Pia Lorenzon |
| Diego   | Ricard Farré        | Sven Fechner             |
| Cloe    | Lucía de Gracia     | Sonja Steffens           |
| Susana  | Adriana Ozores      | Ute Loeck                |
| Alberto | Francesc Orella     | Thomas Dehler            |
| Carmen  | Aten Soria          | Manon Straché            |
| Felipe  | Fernando Sansegundo | Mario Hassert            |
| Jimena  | Clara de Ramón      | Katharina Lorenz         |
| Lucía   | Cristina Alcázar    | Juliane Schöttler        |
| Belén   | Raquel Guerrero     | Nancy Mattstedt          |
| Mario   | Víctor de la Fuente | Alexander Pensel         |

## Episodenliste
| Nr. | Deutscher Titel | Originaltitel | Erstveröffentlichung (Spanien) | Deutschsprachige Erstveröffentlichung (D/A/CH) |
| --- | --------------- | ------------- | ------------------------------ | ---------------------------------------------- |
| 1   | Freunde         | Amigos        | 24. Jan. 2025                  | 24. Jan. 2025                                  |
| 2   | Die Illusion    | El espejismo  | 24. Jan. 2025                  | 24. Jan. 2025                                  |
| 3   | Die Grillparty  | La barbacoa   | 24. Jan. 2025                  | 24. Jan. 2025                                  |
| 4   | Die Verwöhnung  | Malcriar      | 24. Jan. 2025                  | 24. Jan. 2025                                  |
| 5   | Feiern          | Salir         | 24. Jan. 2025                  | 24. Jan. 2025                                  |
| 6   | Dating          | Ligar         | 24. Jan. 2025                  | 24. Jan. 2025                                  |
| 7   | Verhandlungen   | Convenio      | 24. Jan. 2025                  | 24. Jan. 2025                                  |
| 8   | Der Geburtstag  | Cumpleaños    | 24. Jan. 2025                  | 24. Jan. 2025                                  |